# نادي إنترناسيونال
نادي إنترناسيونال الرياضي (بالبرتغالية: Sport Club Internacional) ، ويُعرف بـ إنترناسيونال أو إنتر ، نادي كرة قدم برازيلي يلعب في دوري الدرجة الأولى. تم تأسيس النادي في سنة 1909.الملعب الرئيسي للفريق هو ملعب بيرا-ريو (ريفرسايد) ويتسع لـ 51,300 وكان أحد الملاعب الاثني عشر لكأس العالم 2014.
تأسس النادي في عام 1909 من قبل الأخوين بوب. يعد من أنجح الأندية في البرازيل والأمريكتين، حيث يحتل المركز الثالث في البرازيل بأكبر عدد من الألقاب الدولية، برصيد سبعة ألقاب. منافسه التاريخي هو غريميو بورتو أليغرينزي الذي يتنافس معه في ديربي غيرنال.
انترناسيونال جزء من نادي رياضي كبير قائم على العضوية يضم أكثر من مئتي ألف مشارك. كان عام 2006 هو الأكثر نجاحًا في تاريخ النادي، حيث فاز بكأس ليبرتادوريس 2006 كأس العالم للأندية 2006 لأول مرة، عندما تغلبو على برشلونة بطل دوري أبطال أوروبا في النهائي، وتغلبوا على بطل كأس العالم للأندية ساو باولو. فاز النادي باللقب القاري مرة أخرى بكأس ليبرتادوريس في 2010.
تشمل الألقاب الرئيسية الأخرى ألقاب الدوري البرازيلي في أعوام 1975 و1976 و1979، وهذه الأخيرة هي المرة الوحيدة التي يفوز فيها النادي باللقب دون هزيمة، 2007 و2011 ريكوبا سودأمريكانا، 1992 كأس البرازيل وكوبا سود أمريكانا 2008.

## تاريخ

### الشعار

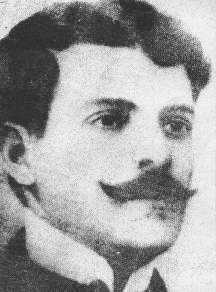
هنريكو بوب أحد رؤساء نادي انترناسيونال الرياضي بالبرازيل.

تم تصميم الشعار الأول لـ سبورت كلوب إنترناسيونال بالأحرف الأولى SCI باللون الأحمر على خلفية بيضاء، بدون المحيط الأحمر الذي ظهر بعد ذلك بوقت قصير. في الخمسينيات، كانت الألوان مقلوبة، وكتبت الأحرف باللون الأبيض على خلفية حمراء. بعد فوز النادي بكأس ليبرتادوريس ، اكتسب الشعار نجمًا آخر أكبر بنسبة 50٪ ويوضع فوق الأربعة الأخرى التي تمثل ثلاث بطولات برازيلية (1975 و 1976 و 1979) ولقب كأس البرازيل (1992). ومع ذلك ، فاز إنتر بكأس العالم للأندية في نفس العام ، وتم نقل النجم الذي يرمز إلى لقب كأس ليبرتادوريس إلى أسفل بين النجوم الأربعة التي تمثل الألقاب الوطنية للنادي ، ووضعت نجمة ماسية جديدة فوقها للاحتفال بالتاج العالمي. بعد الفوز بلقب ليبرتادوريس مرة أخرى في عام 2010 ، تمت إضافة نجمة أخرى.

### المرداس

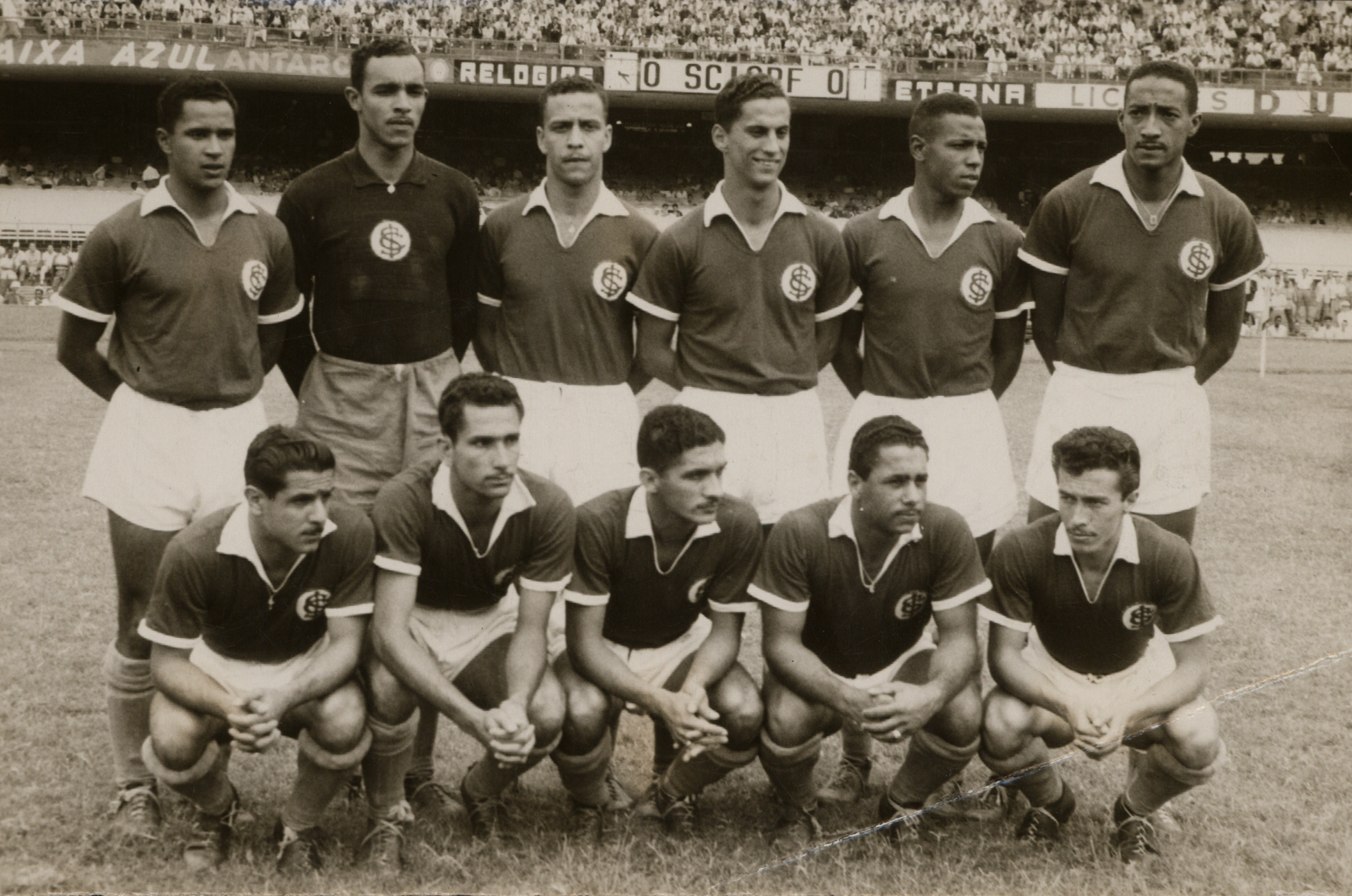
فريق إنترناسيونال ، 1953. المحفوظات الوطنية للبرازيل.

حقق النادي انتصارات عديدة في عقد الأربعينيات. كان يمتلك تشكيلة قوية من اللاعبين وامتاز الفريق بكونه هجوميًا، ولُقب بالمرداس. وفاز بثماني نسخ من بطولة ريو غراندي دو سول. يعزي البعض سبب هذا التفوق إلى عام 1926، وهو العام الذي بدأ فيه إنتر بقبول لاعبين سود في فريقهم - وهو أمر لم يسمح به غريميو حتى عام 1952. انتهى هذا القرار بتقوية الفريق، الذي لم يضع أي قيود وكان لديه خيارات أكثر. ضم هذا الفريق بعضًا من أعظم لاعبي كرة القدم في تاريخ النادي مثل آلفيو (Alfeu) وكارليتوس (Carlitos) Tesourinha و Abigail و Carlitos و Adãozinho وغيرهم. مصطلح"رولو كومبريسور" تم صياغته لتمثيل قوة إنتر في "سحق المعارضة" في سعيهم لتحقيق الانتصارات. أظهر تفوق الفريق في ذلك الوقت

### تطور النادي
لعب الفريق البرازيلي للألعاب الأمريكية أول مباراة له في 1 مارس 1956 ، عندما فاز على تشيلي 2-1. في المباراة ضد كوستاريكا ، حتى ذلك الحين، كانت أكبر مفاجأة في المسابقة ، حيث هزمت البرازيل الخصم بنتيجة 7-1، وسجل لاري (3) وتشينسينيو (3) وبودينيو.
لعبت المباراة النهائية ضد الأرجنتين. تعادل 2–2 يعني لقب ألعاب عموم أمريكا بالمكسيك 1956 لرجال تيتي الذين لم يهزموا. بالعودة إلى البرازيل، زار اللاعبين في ريو دي جانيرو نائب رئيس الجمهورية، جواو جولارت (لاعب الأحداث السابق للفريق)، وذهبوا إلى قصر كاتيتي لاستلام الكأس من يد رئيس الجمهورية. جمهورية ، جوسيلينو كوبيتشيك .
في الستينيات، كان يوكاليبتوس صغيرًا بالنسبة لقاعدة المعجبين الكبيرة. كان من الضروري بناء ملعب جديد. حشدالمؤيدون وساعدوا في بناء Beira-Rio من خلال التبرع بالطوب والقضبان الحديدية والأسمنت. انقضت عشر سنوات من العمل حتى تم افتتاح منزل كولورادو الجديد في 6 أبريل 1969. انعكس حجم الأرض في اسمها: Gigante da Beira-Rio (حرفيا "العملاق على ضفاف النهر" بالبرتغالية).

### عصر الألقاب

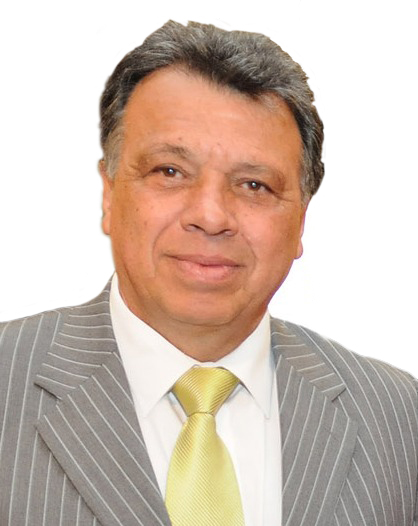
إلياس فيغيروا أحد أعظم المدافعين في تاريخ كرة القدم ومعبود إنترناسيونال.

ربما لا يتذكر مشجعو إنترناسيونال أي وقت آخر أكثر من فترة السبعينيات المنتصرة. في ذلك العقد ، أصبح إنتر النادي الأكثر نجاحًا في ريو غراندي دو سول وفي البرازيل. لبى ملعب Beira-Rio الجديد توقعات الجماهير المتعصبة ، وكان مسرحًا لبعض أفضل السنوات في تاريخ إنترناسيونال. في عام 1975، بعد فوز مثير على كروزيرو في بيرا ريو ، حصل كولورادوس على لقب البطولة البرازيلية. الهدف الوحيد في المباراة سجله المدافع التشيلي إلياس فيغيروا، مع ما يسمى بالهدف المضيء. كان أول نجم ذهبي الآن على صندوق كل كولورادو.
في عام 1976، حافظ إنترناسيونال على الفريق الفائز من العام السابق ووصل إلى قمة كرة القدم البرازيلية للمرة الثانية. فازوا باللقب على كورينثيانز بالفوز في المباراة النهائية 2-0. فالدوميرو كان رجل المباراة وسجل الهدف الحاسم. كانت الحملة في عام 1976 رائعة: في 23 مباراة للبطولة البرازيلية، فاز رجال روبنز مينيلي بـ 19 مباراة وتعادل واحد وخسر ثلاثة فقط.
توجت نهاية العقد بانتصار عظيم آخر. فاز إنتر بلقبه البرازيلي الثالث في عام 1979 بعد فوزه على فاسكو دا جاما 2-1. مع 16 انتصارًا، لم يتكبد الفريق أي هزيمة واحدة خلال البطولة، وهو عمل لا مثيل له حتى الآن من قبل أي نادٍ آخر في البرازيل. وبهذا الفوز أضيف نجم ثالث على شعار النادي.

### العالم يلتقي إنتر
في الثمانينيات ، عزز إنترناسيونال مكانته الدولية. بقيادة أساطير مثل فالكاو وإديفالدو وباتيستا، وصل إنترناسيونال إلى نهائي كوبا ليبرتادوريس في نسخة 1980 حيث وضع في المجموعة الثالثة إلى جانب فاسكو دا جاما البرازيلي والناديين الفنزويليين ديبورتيفو غاليسيا وديبورتيفو تاتشيرا . احتل إنترناسيونال المركز الأول في مجموعته بأربعة انتصارات وتعادل واحد وخسارة واحدة (على الرغم من أن الهزيمة جاءت بشكل مفاجئ من ديبورتيفو غاليسيا). في الدور نصف النهائي، وضع مع الأرجنتيني فيليز سارسفيلد والقوة الكولومبية أمريكا دي كالي. مرة أخرى، تمكن إنتر من تصدر المجموعة بانتصارين على فيليز وتعادلين ضد أمريكا (وهو ما كان كافياً لرؤيتهم يصلون إلى النهائي). في النهائيات، واجه إنترناسيونال ضد ناسيونال، الذي فاز بالفعل بكأس ليبرتادوريس مرة واحدة في عام 1971. إنتر لم يتمكن من كسر خط دفاع أوروجواي وانتهت مباراة الذهاب التي أقيمت على ملعب بيرا ريو بنتيجة 0-0. في ملعب سنتيناريو في مونتيفيديو، هزم إنتر 1-0. على الرغم من خسارة مباراة إنترناسيونال الأكثر أهمية على الإطلاق ، فقد شكلت سابقة لحظات عظيمة قادمة في هذا العقد، حيث واصل الفريق الفوز ببطولة كامبيوناتو جاوتشو أربع سنوات متتالية ابتداءً من عام 1981.
وجد إنترناسيونال نفسه كقاعدة للمنتخب الوطني مرة أخرى، في عام 1984. كانت آخر مرة حدث فيها ذلك في عام 1956، عندما تم استدعاء ثمانية لاعبين من أصل 22 لاعباً للمنتخب الوطني الذي لعب مع إنترناسيونال. لتمثيل البرازيل في عام 1984 في لوس أنجلوس ، تم استدعاء فريق إنترناسيونال بالكامل. وفاز اللاعبون الأحد عشر، من حارس المرمى إلى صاحب الرقم 11، بالميدالية الفضية. أصبح الفريق معروفًا باسم "سيلي / إنتر". بعد فوزه على إيطاليا وألمانيا ، فازت البرازيل بالميدالية الفضية لكرة القدم، وهو فعل تكرر في عام 1988 ، عندما دافع لاعبو إنتر مثل حارس المرمى تافاريل والظهير لويس كارلوس وينك والظهير ألويزيو عن ألوان البرازيل. هذه المجموعة نفسها ستساعد إنترناسيونال على أن يصبح الوصيف عامي 1987 و 1988 في البطولة البرازيلية.
في عام 1987، بدأ الإنتر بشكل جيد بعد إنهاء المرحلة الأولى في المركز الأول من مجموعته بأربعة انتصارات وتعادلين وهزيمتين. في الدور نصف النهائي، تغلب الفريق على كروزيرو بعد فوز 0-1 في مينيراو. ومع ذلك ، فقد إنتر في نهائيات كأس العالم فرصة الفوز باللقب الرابع بعد هزيمته أمام فلامينجو، والتي تضم لاعبين مشهورين مثل زيكو وبيبيتو وجورجينيو ولياندرو وإدينيو وليوناردو وأندرادي وزينيو وريناتو جاوتشو (الذي انتخب أفضل لاعب في العالم). المسابقة). مرة أخرى في عام 1988، وجد إنتر نفسه في الدور نصف النهائي، هذه المرة بعد أن احتل المركز الثاني في مجموعته في المرحلة الأولى. واجه إنتر معركة حقيقية ضد غريمه اللدود غريميو. لم يكن الدور نصف النهائي للبطولة البرازيلية يعني وداعًا للمباراة النهائية فحسب، بل كان يعني أيضًا مكانًا في كوبا ليبرتادوريس. أصبح اللقاء يعرف باسم "Gre-Nal of the Century". مع وجود عشرة لاعبين فقط على أرض الملعب ، أنهى إنتر الشوط الأول بنتيجة 1-0. في الشوط الثاني، بدفع من قبل حشد كبير في بيرا ريو، عاد كولورادوس من الخلف ليهزم جريميو بهدفين سجلهما المهاجم نيلسون. في النهائي سقط إنتر أمام نادي باهيا بعد الخسارة 2-1 خارج أرضه في مباراة الذهاب وفشل في الاستفادة على أرضه بالتعادل 0-0.
في كأس ليبرتادوريس 1989، بدأ إنترناسيونال بشكل سيئ. تمكن الفريق من التقدم إلى دور الـ16 ولكن فقط بعد أن احتلوا المركز الثالث في مجموعتهم، فازوا في مباراتين فقط وتعادلوا مرة وخسروا ثلاث مرات. ومع ذلك، سيتغير ذلك في مراحل خروج المغلوب حيث هزم إنتر الفائز خمس مرات في ليبرتادوريس بينارول 1-2 في مونتيفيديو و6-2 في بورتو أليجري. شهدت ربع النهائي مواجهة الفريق ضد البطل البرازيلي باهيا في مباراة العودة من نهائيات البرازيل التي اعترضوا عليها قبل بضعة أشهر. هذه المرة، فاز إنترناسيونال على باهيا 1-0 على أرضه وتعادل 0-0 ليتأهل إلى الدور نصف النهائي والانتقام من لعبة أكو ثلاثية الألوان. شهدت مباريات نصف النهائي مواجهة إنترناسيونال ضد خصم صعب: أوليمبيا، الذي كان بطل باراغواي. كان أوليمبيا، الفائز بكأس ليبرتادوريس 1979، مزدهرًا في عصره الذهبي الثاني مع لاعبين مثل إيفر ألميدا، وغابرييل غونزاليس، وأدريانو سامانيغو، والنجم راؤول فيسينتي أماريلا، وكلهم يدربهم الأسطورة لويس كوبيلا . أقيمت المباراة الأولى في أسونسيون. تمكن إنتر من الفوز 0-1 وكان مليئا بالثقة في مباراة الإياب في الوطن. ومع ذلك، نجح أوليمبيا في تحقيق عودة حماسية وفاز في مباراة الإياب 2–3 مما أدى إلى إسكات torcidas في Beira-Rio. حتى أن إنتر حصل على ركلة جزاء لصالحهم، والتي فشلت في تحويلها إلى هدف. نظرًا لتعادل مجموع المباراتين بنتيجة 3-3، تبع ذلك ركلات الترجيح لتحديد المتأهل للنهائي، وفاز أوليمبيا 3-5، وأقصي الإنتر. هذا الإقصاء أطلق عليه المشجعون لقب "O desastre do Beira-Rio".

### النجمة الرابعة
في عام 1992، فاز إنترناسيونال بلقبه الوطني الرابع، كأس البرازيل، ضد فلومينينسي. كانت مباراة الذهاب في ريو دي جانيرو هزيمة 2-1. شهدت مباراة الإياب قبل مباراة بيرا ريو المزدحمة عودة الفريق الذي يدربه أنطونيو لوبيز للفوز 1-0. وحقق النادي اللقب بقاعدة الأهداف خارج الأرض.

### كأس ليبرتادوريس وما بعده

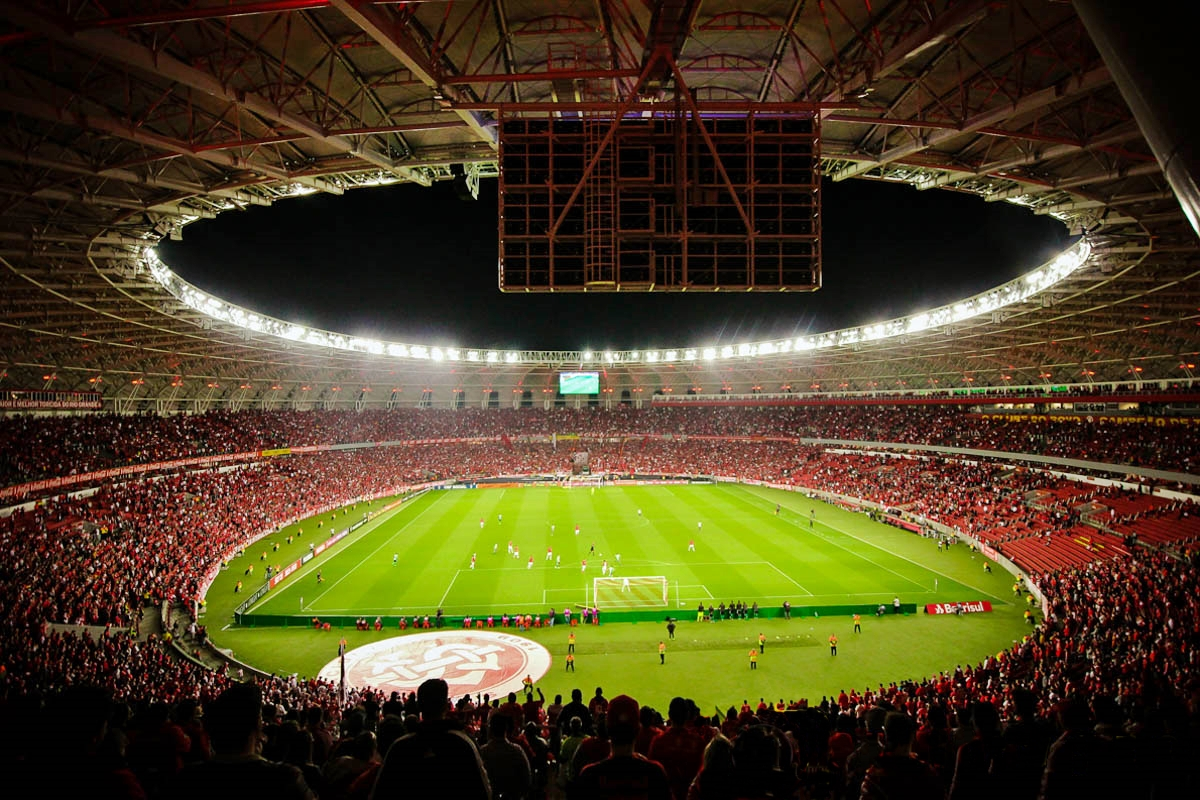
ملعب بيرا ريو موطن نادي سبورت إنترناسيونال.

تحت قيادة رئيس مجلس الإدارة فرناندو كارفالو إنتر دخل الألفية الجديدة سعياً للتجديد من فرق الشباب. فاز النادي بأربعة ألقاب على التوالي، من 2002 إلى 2005. قام النادي بتحديث جميع أقسامه واستعد لعصر كرة قدم جديد. كأس أمريكا الجنوبية كانت تعني العودة إلى المسرح العالمي وأعدت الفريق للتنافس على لقب كوبا ليبرتادوريس. تضمنت الحملة ثمانية انتصارات وستة تعادلات وهزيمة واحدة فقط أمام فريق إل دي يو كيتو الإكوادوري في ربع النهائي. للفوز باللقب ، كان على إنترناسيونال أن يتخطى فريقين فازا بالبطولة ثلاث مرات - ناسيونال في أوروجواي وساو باولو، اللذان كانا حاملا اللقب.
ضد ساو باولو ، فاز إنترناسيونال باللقب خارج ملعبه في مباراة الذهاب. مذهل 80000 ساو باولينوس الذين حضروا المباراة في ملعب مورومبي، سجل رافائيل سوبيس هدفين في الشوط الثاني قبل أن يسجل المدافع إيدكارلوس هدفًا لساو باولو. احتاج إنترناسيونال للتعادل فقط في مباراة الإياب على أرضه ، وغادروا الملعب كأبطال لأمريكا الجنوبية للمرة الأولى. المهاجم فرنانداو ، الذي سجل مع تينجا، في المباراة النهائية على ملعب بيرا ريو، كان أحد 14 لاعباً أنهوا قائمة هدافي ليبرتادوريس برصيد خمسة أهداف. تم التصويت له كأفضل لاعب في المباراة ضد ساو باولو وفاز بجائزة تويوتا كورولا. طرح فرنانداو السيارة للبيع بالمزاد وأعطى المال لمنظمات خيرية.
تنافس إنترناسيونال في كأس العالم للأندية 2006 وصدم بطل أوروبا المفضل برشلونة بنجوم مثل رونالدينيو وديكو 1-0 في النهائي لبطولة العالم الأولى على الإطلاق. كما أنهم سيفوزون بسباق ريكوبا سوداميريكانا لعام 2007 . وسط كل الانتصارات في عام 2006 ، كان للمنتخب الدولي بداية سيئة لموسم 2007. ولكن لإنهاء دورة الفوز هذه بانتصار، فاز إنتر بسباق ريكوبا سوداميريكانا حيث هزم نادي باتشوكا المكسيكي بنتيجة 5-2. في المباراة الأولى في المكسيك ، قدم الفريق أداءً جيدًا لكنه خسر 2-1. ألكسندر باتو افتتح التسجيل. في المباراة الثانية ، مدعومًا بأكثر من 51000 مشجع محشورين في بيرا ريو ، تغلب إنتر على الخصم بنتيجة 4-0. - أكبر فوز في تاريخ المسابقة.

### بطل مرتين: نجاح إنتر يتوج بأكبر جائزة
بعد انتصار ريكوبا ، كافحت إنترناسيونال لإعادة ملء الرتب المتبقية بعد الجيل المنتصر في عام 2006. أنهى النادي المركز الحادي عشر في سيري أ ، وهو ما يكفي بالكاد للسماح لإنترناسيونال بالمشاركة في بطولة كوبا سودأمريكانا لعام 2008 . في عام 2008 ، فاز إنترناسيونال ببطولة الولاية وشارك في بطولة ودية تسمى كأس دبي 2008 . في نفس العام ، فاز إنترناسيونال بكأس أمريكا الجنوبية ، بفوزه على الأرجنتيني إستوديانتيس دي لا بلاتا، ليصبح أول برازيلي يفوز باللقب. انترناسيونال كرر لقب كوبا سودامريكانا. أنهى المركز السادس بشكل كبير في الدوري الوطني ؛ احتفظوا بلقب دولتهم ؛ وصلت إلى نهائيات كأس البرازيل (أفضل نتيجة حققها النادي منذ 1999)؛ وفاز ببطولة Suruga Bank . في 2 أبريل 2009، أطلق إنتر زيه الرسمي الثالث احتفالاً بالذكرى المئوية لتأسيسه ، بقميص ذهبي وشورت أحمر وجوارب حمراء. يمثل القميص الذهبي أمجاد تاريخهم. في أغسطس 2009، أعلن نادي توتنهام هوتسبير الإنجليزي عن اكتمال الشراكة بين الناديين. كان أداء الفريق جيدًا للغاية في البطولة البرازيلية لعام 2009، حيث احتل المركز الثاني في بطولة فلامنجو بفارق نقطتين. مع هذا المركز الثاني ، تأهل إنترناسيونال للمشاركة مرة أخرى في كأس ليبرتادوريس 2010 .
كان إنترناسيونال المصنف الأول في المجموعة الخامسة ، التي ضمت أيضًا فريق إكوادور ديبورتيفو كيتو وإيميليك ، بالإضافة إلى سيرو من أوروجواي. في موسم 2010 ، احتل إنترناسيونال المركز الأول في مجموعته ، حيث فاز في ثلاث مباريات على أرضه وتعادل في مبارياته خارج الديار ، على الأقل بفضل شخصيات مثل كليبر، أليكساندرو ، جوليانو ولاعب خط الوسط الأرجنتيني أندريس دي أليساندرو. وشهد هذا مواجهة كولورادوس ضد البطل الأرجنتيني بانفيلد. انتهت السلسلة بنتيجة 3-3 ، مع هدف كليبر خارج أرضه في بانفيلد بما يكفي لإرسالهم إلى الدور ربع النهائي. في تلك المرحلة، واجه إنترناسيونال حامل اللقب إستوديانتيس، في مباراة العودة لنهائيات كأس سودأمريكانا 2008 . على الرغم من هيمنته على معظم مباريات الذهاب التي أقيمت في بورتو أليجري، إلا أن إنترناسيونال تمكن من الفوز 1-0 فقط. في الأرجنتين ، كان إستوديانتيس يفوز 2-0 حتى الدقيقة 88، عندما وضع جوليانو، هداف إنترناسيونال، الكرة في الشباك ليمنح إنتر هدفًا في أمس الحاجة إليه ويصلهم إلى الدور نصف النهائي لمواجهة ساو باولو ، في مباراة العودة. النهائيات قبل أربع سنوات . مرة أخرى ، تمكن إنترناسيونال من الفوز 1-0 على أرضه على الرغم من سيطرته على المباراة ، وفي ساو باولو سجل أليكساندرو الهدف الحاسم بعيدًا والذي جعل إنتر يتأهل إلى النهائي الثالث على الإطلاق في المسابقة. فاز إنترناسيونال بلقبه الثاني في كأس ليبرتادوريس بعد فوزه على جوادالاخارا 1-2 في مباراة الذهاب و3-2 في مباراة الإياب ليحقق فوزًا بنتيجة 5-3 في مجموع المباراتين.
أعطى هذا الانتصار إنترناسيونال الحق في المنافسة مرة أخرى في كأس العالم للأندية 2010 ، بهدف تكرار إنجاز 2006 وأن يصبح أحد أندية كرة القدم البرازيلية القليلة جدًا التي فازت بكأس العالم للأندية مرتين. ومع ذلك ، فقد تم إقصائهم في نصف النهائي من قبل الفريق الكونغولي تي بي مازيمبي، بطل إفريقيا، في هزيمة 0-2 التي أذهلت المتخصصين البرازيليين والمشجعين، وكذلك معظم مراقبي كرة القدم الدوليين.

### الهبوط والعودة
بعد بداية جيدة في الدوري البرازيلي 2016، بدأ إنترناسيونال في النضال وسقط إلى أسفل الجدول، وهي سلسلة تضمنت 14 مباراة متتالية بلا فوز. أدى ذلك إلى أول هبوط للنادي في تاريخه، بعد عشر سنوات فقط من فوزه بكأس العالم للأندية 2006 على فريق تاريخي لنادي برشلونة . على الرغم من هذه الانتكاسة، سيتم ترقية النادي في النهاية بعد احتلاله المركز الثاني في عام الدوري البرازيلي الدرجة الثانية 2017.

أول شعار لنادي تم اعتماده في الأساس.
الدائرة المضافة ، التي تم تبنيها في العقد الأول من القرن الماضي
تم قلب الألوان في أواخر الخمسينيات
اعتاد كريست للاحتفال باللقب الوطني الثاني في عام 1976.
اعتاد كريست للاحتفال باللقب الوطني الثالث في عام 1979 ، وفاز دون هزيمة.
شعار محدث تم اعتماده في الثمانينيات.
اعتاد كريست للاحتفال بلقب كأس البرازيل عام 1992.
اعتاد كريست للاحتفال بلقب كأس ليبرتادوريس لعام 2006.
اعتاد كريست للاحتفال بلقب كأس العالم للأندية 2006.
الشعار الحالي، الذي تم إنشاؤه للاحتفال بالذكرى المئوية للنادي في عام 2009.

## الفريق الأول
اعتبارًا من 8 أغسطس  2022
| No. | Pos. | البلد     | اللاعب                                            |
| --- | ---- | --------- | ------------------------------------------------- |
| 1   | GK   | البرازيل  | دانيال                                            |
| 3   | DF   | البرازيل  | كايك روشا ليما (إعارة من سامبدوريا)               |
| 4   | DF   | البرازيل  | رودريغو موليدو                                    |
| 5   | MF   | البرازيل  | Liziero (إعارة من نادي ساو باولو)                 |
| 7   | FW   | البرازيل  | تايسون (قائد الفريق)                              |
| 8   | MF   | البرازيل  | إدينيلسون (قائد الفريق)                           |
| 9   | FW   | الأرجنتين | براين روميرو                                      |
| 10  | MF   | البرازيل  | ألان باتريك                                       |
| 11  | FW   | البرازيل  | وانديرسون ماسييل سوزا كامبوس (إعارة من كراسنودار) |
| 12  | GK   | البرازيل  | Keiller                                           |
| 14  | FW   | URU       | كارلوس دو بينا (إعارة من دينامو كييف)             |
| 16  | DF   | الأرجنتين | فابريسيو بوستوس                                   |
| 17  | FW   | البرازيل  | ديفيد كوريا دا فونسيكا                            |
| 18  | FW   | البرازيل  | Matheus Cadorini                                  |
| 21  | DF   | البرازيل  | إيغور غوميز (لاعب كرة قدم مواليد 2001)            |
| 22  | DF   | البرازيل  | Weverton (on loan from ريد بل براغانتينو)         |
| 23  | MF   | البرازيل  | غابرييل                                           |

| No. | Pos. | البلد            | اللاعب                                              |
| --- | ---- | ---------------- | --------------------------------------------------- |
| 24  | GK   | البرازيل         | Anthoni                                             |
| 25  | DF   | الأرجنتين        | غابرييل ميركادو                                     |
| 26  | MF   | البرازيل         | Estêvão                                             |
| 27  | MF   | البرازيل         | ماوريسيو                                            |
| 28  | FW   | البرازيل         | بيدرو هنريكي                                        |
| 30  | MF   | الولايات المتحدة | جوني كاردوسو                                        |
| 32  | FW   | البرازيل         | ميكائيل فيليبي فيانا دي سوزا (إعارة من ساليرنيتانا) |
| 33  | DF   | البرازيل         | رينيه                                               |
| 35  | FW   | البرازيل         | ألكساندر زورافسكي                                   |
| 36  | DF   | البرازيل         | Thauan Lara                                         |
| 37  | MF   | البرازيل         | Lucas Ramos                                         |
| 41  | MF   | البرازيل         | Matheus Dias                                        |
| 44  | DF   | البرازيل         | Vitão (إعارة من شاختار دونيتسك)                     |
| 47  | FW   | البرازيل         | كايو فيدال                                          |
| 52  | GK   | البرازيل         | Emerson Júnior                                      |

| No. | Pos. | Nation   | اللاعب                                                                            |
| --- | ---- | -------- | --------------------------------------------------------------------------------- |
| —   | GK   | البرازيل | Vitor Hugo (on loan to نادي فيغورينسي until 30 November 2022)                     |
| —   | DF   | البرازيل | Heitor (on loan to سيركل بروج until 30 June 2023)                                 |
| —   | DF   | البرازيل | مويسيس روبرتو باربوسا (on loan to سيسكا موسكو until 30 June 2023)                 |
| —   | DF   | البرازيل | باولو فيكتور دي ألميدا باربوسا (on loan to نادي فاسكو دا غاما until 31 July 2023) |
| —   | DF   | البرازيل | بيدرو هنريكي (at ديبورتس لاسيرينا until 31 December 2022)                         |
| —   | DF   | البرازيل | Mazetti (on loan to نادي برازيل دي بيلوتاس until 30 November 2022)                |
| —   | DF   | ARG      | فيكتور كويستا (on loan to نادي بوتافوغو until 31 December 2022)                   |

| No. | Pos. | Nation    | اللاعب                                                                   |
| --- | ---- | --------- | ------------------------------------------------------------------------ |
| —   | MF   | الأرجنتين | Martín Sarrafiore (on loan to نادي فاسكو دا غاما until 31 December 2022) |
| —   | MF   | البرازيل  | Rodrigo Lindoso (on loan to نادي سيارا until 31 December 2022)           |
| —   | FW   | البرازيل  | Nicolas (on loan to نادي بونتي بريتا until 30 November 2022)             |
| —   | FW   | البرازيل  | Peglow (on loan to أتلتيكو غويانيينسي until 31 December 2022)            |
| —   | FW   | البرازيل  | تياغو غالاردو (on loan to نادي فورتاليزا until 31 December 2022)         |

### الفريق التقني
| دور                  | اسم             |
| -------------------- | --------------- |
| المدير الفني للمنتخب | مانو مينيزيس    |
| مساعد مدرب           | كوان دي ألميدا  |
| مساعد مدرب لياقة     | جواو جولارت     |
| مدرب حراس المرمى     | دانيال بافان    |
| مدرب حراس المرمى     | ماركينيوس       |
| مدير الانتقال        | جولينيو كامارجو |
| المحلل               | يوسف كنعان      |
| المحلل               | يوري سالناف     |

### طاقم الصحة والأداء
| دور               | اسم                   |
| ----------------- | --------------------- |
| منسق صحي          | لويز كريسينت          |
| طبيب              | جيلهيرمي كابوتو       |
| طبيب              | رودريجو هوفميستر      |
| فيزيولوجي         | فيليبي إيرالا         |
| اخصائي علاج طبيعي | جيلهيرمي بيرغامو      |
| اخصائي علاج طبيعي | ماركو فينتوريني       |
| اخصائي علاج طبيعي | ماورو ماتوس           |
| مساعد أداء        | تاليس ميديروس         |
| ممرض              | فلاديمير دوترا        |
| اخصائي تغذيه      | ماريا جوليا           |
| متدرب التغذية     | إدواردا دادالت        |
| متدرب التغذية     | رافاييلا ليما         |
| مدلك              | خواريز كوينتانيلا     |
| مدلك              | باولو ريناتو دا سيلفا |

### الإدارة
| دور                                | اسم                                   |
| ---------------------------------- | ------------------------------------- |
| رئيس                               | أليساندرو بيريس بارسيلوس              |
| نائب الرئيس                        | داني دوبين                            |
| نائب الرئيس                        | آرثر كاليفي                           |
| نائب الرئيس                        | لويس كارلوس ريبيرو بورتوليني          |
| نائب الرئيس                        | هومبرتو سيزار بوسنيلو                 |
| الأمين العام                       | </img> موري لويز دا سيلفا             |
| نائب رئيس كرة القدم                | </img> جواو باتريسيو هيرمان           |
| نائب الرئيس للعلاقات الاجتماعية    | </img> كاوي فييرا                     |
| نائب الرئيس لشؤون الميراث والإدارة | </img> فيكتور جرونبيرج                |
| نائب الرئيس للشؤون المالية         | </img> لياندرو بيرجمان                |
| نائب رئيس قضائي                    | </img> جيلهيرمي دوس ريس ماليت         |
| نائب الرئيس للتخطيط                | </img> كارلوس أوتاسيليو سيلباخ ماسينا |
| نائب الرئيس للأعمال الاستراتيجية   | </img> باولو كورازا                   |
| نائب الرئيس للتسويق                | </img> خورخي أفانشيني                 |
| المدير التنفيذي                    | </img> جيوفاني زاناردو                |
| مشرف لوجستي                        | </img>أدريانو لوس                     |
| المشرف الإداري                     | </img>بيدرو كلوك                      |
| مدير سوق                           | </img>دييف بانديرا                    |
| كشاف                               | </img>هنريكي ليسبوا                   |
| كشاف                               | </img>ريكاردو سوبرينهو                |
| كشاف                               | </img>رودريغو ويبر                    |

## أرقام قياسية
|    | Name                  | Years            | Goals |
| -- | --------------------- | ---------------- | ----- |
| 1  | Carlitos              | 1938–51          | 485   |
| 2  | نيلتون كويلو دا كوستا | 1951–58          | 235   |
| 3  | Claudiomiro           | 1967–74, 1979    | 210   |
| 4  | فالدوميرو فاز فرانكو  | 1968–79, 1982    | 191   |
| 5  | Tesourinha            | 1939–49          | 178   |
| 6  | لاري بينتو دي فاريا   | 1954–61          | 176   |
| 7  | José Villalba         | 1941–44, 1946–49 | 153   |
| 8  | Ivo                   | 1955–60          | 118   |
| 9  | Jair                  | 1974–81          | 117   |
| 10 | أداوزينهو             | 1943–51          | 108   |

|    | Name                 | Years                   | App. |
| -- | -------------------- | ----------------------- | ---- |
| 1  | فالدوميرو فاز فرانكو | 1968–79, 1982           | 803  |
| 2  | Bibiano Pontes       | 1965–75                 | 523  |
| 3  | أندريس داليساندرو    | 2008–16, 2017–20, 2022– | 523  |
| 4  | Dorinho              | 1964–75                 | 460  |
| 5  | Luiz Carlos Winck    | 1981–89, 1991, 1994     | 453  |
| 6  | Claudiomiro          | 1967–74, 1979           | 420  |
| 7  | Gainete              | 1962–64, 1966–71        | 410  |
| 8  | ماورو غالفايو        | 1979–86                 | 393  |
| 9  | إنديو                | 2005–14                 | 391  |
| 10 | باولو روبرتو فالكاو  | 1972–80                 | 387  |

|    | Name                    | Years               | Goals |
| -- | ----------------------- | ------------------- | ----- |
| 1  | فالدوميرو فاز فرانكو    | 1971–79, 1982       | 59    |
| 2  | كريستيان كوريا ديونيزيو | 1992, 1995–99, 2007 | 42    |
| 3  | فرنانداو                | 2004–08             | 42    |
| 4  | أندريس داليساندرو       | 2008–16, 2017-20    | 40    |
| 5  | Jair                    | 1974–81             | 37    |
| 6  | نيلمار                  | 2002–04, 2007–09    | 35    |
| 7  | رافائيل سوبيس           | 2004–06, 2010       | 34    |
| 8  | لويس كارلوس ماتشادو     | 1971–77             | 34    |
| 9  | Bira                    | 1979–82             | 35    |
| 10 | لياندرو دامياو          | 2010–13             | 33    |

|    | Name                 | Years                  | App. |
| -- | -------------------- | ---------------------- | ---- |
| 1  | أندريس داليساندرو    | 2008–16, 2017-20, 2022 | 250  |
| 2  | Clemer               | 2002–09                | 210  |
| 3  | فالدوميرو فاز فرانكو | 1971–79, 1982          | 208  |
| 4  | إنديو                | 2005–14                | 190  |
| 5  | إدينيو               | 2003–08                | 172  |
| 6  | باولو روبرتو فالكاو  | 1972–80                | 158  |
| 7  | Pablo Guiñazú        | 2007–12                | 157  |
| 8  | كارافايو كوريا       | 2009–13                | 143  |
| 9  | بوليفار              | 2003–06, 2009–12       | 141  |
| 10 | إلياس فيغيروا        | 1971–77                | 139  |

## الإنجازات

### محليًا
- الدوري البرازيلي الدرجة الأولى: 1975 ، 1976 ، 1979
- كأس البرازيل: 1992
- تورنيو هيلينو نونيس: 1984

### دوليًا
- Campeonato Gaúcho : (45) 1927 ، 1934 ، 1940 ، 1941 ، 1942 ، 1943 ، 1944 ، 1945 ، 1947 ، 1948 ، 1950 ، 1951 ، 1952 ، 1953 ، 1955 ، 1961 ، 1969 ، 1970 ، 1971 ، 1972 ، 1973 ، 1974 ، 1975 ، 1976 ، 1978 ، 1981 ، 1982 ، 1983 ، 1984 ، 1991 ، 1992 ، 1994 ، 1997 ، 2002 ، 2003 ، 2004 ، 2005 ، 2008 ، 2009 ، 2011 ، 2012 ، 2013 ، 2014 ، 2015 ، 2016
- ( CHI ) Torneio Viña del Mar : 1978 ، 2001
- ( إسبانيا ) كأس جوان جامبر : 1982
- ( إسبانيا ) تورنيو كوستا دو سول : 1983
- ( كندا ) تورنيو كوستا دو باسيفيكو: 1983
- ( اليابان ) كأس كيرين : 1984
- ( اسكتلندا ) بطولة رينجرز الدولية: 1987
- ( إسبانيا ) بطولة فيجو سيتي: 1987
- ( اليابان ) كأس واكو دينكي: 1992
- ( الإمارات ) كأس دبي: 2008
- ( اليابان ) كأس سوميتومو بنك: 1994
- نائب بطل الميدالية الفضية لكرة القدم 1984 الألعاب الأولمبية الصيفية مثل المنتخب البرازيلي لكرة القدم في 1984 بطولة كرة القدم الأولمبية : 1984
- النادي الرياضي الدولي (سيدات) ، فريق السيدات

## روابط إضافية
- الموقع الرسمي